# Motycz
Motycz is een dorp in het Poolse woiwodschap Lublin, in het district Lubelski. De plaats maakt deel uit van de gemeente Konopnica.

## Verkeer en vervoer
- Station Motycz